# Miasta Wyspy Man
Według danych oficjalnych pochodzących z 2011 roku na Wyspie Man było 8 miast o ludności przekraczającej 1 tys. mieszkańców. Stolica wyspy Douglas jako jedyne miasto liczyło ponad 25 tys. mieszkańców; 3 miasta z ludnością 5÷10 tys. oraz reszta miast poniżej 5 tys. mieszkańców.

## Największe miasta na Wyspie Man
Największe miasta na Wyspie Man według liczebności mieszkańców (stan na 27.03.2011):
| Lp. | Miasto  | Okręg    | Liczba ludności |
| --- | ------- | -------- | --------------- |
| 1.  | Douglas | Middle   | 27 935          |
| 2.  | Onchan  | Garff    | 9 283           |
| 3.  | Ramsey  | Ayre     | 7 809           |
| 4.  | Peel    | Glenfaba | 5 092           |

## Alfabetyczna lista miast na Wyspie Man
Tabela przedstawia miasta Wyspy Man wraz z podaną liczbą ludności.
| Miasto          | Spis ludności 1991 | Spis ludności 1996 | Ludność szacunkowo 2007 |
| --------------- | ------------------ | ------------------ | ----------------------- |
| Castletown      | 3 152              | 2 958              | 2 636                   |
| Douglas         | 22 214             | 23 487             | 25 821                  |
| Laxey           | 1 367              | 1 433              | 1 541                   |
| Onchan          | 8 483              | 8 656              | 8 918                   |
| Peel            | 3 829              | 3 819              | 3 752                   |
| Port Erin       | 3 024              | 3 218              | 3 515                   |
| Port Saint Mary | 1 762              | 1 874              | 2 088                   |
| Ramsey          | 6 496              | 6 874              | 7 677                   |